# Tapeinochilos piniformis
Tapeinochilos piniformis là một loài thực vật có hoa trong họ Costaceae. Loài này được Warb. miêu tả khoa học đầu tiên năm 1891.